# Feminicidi

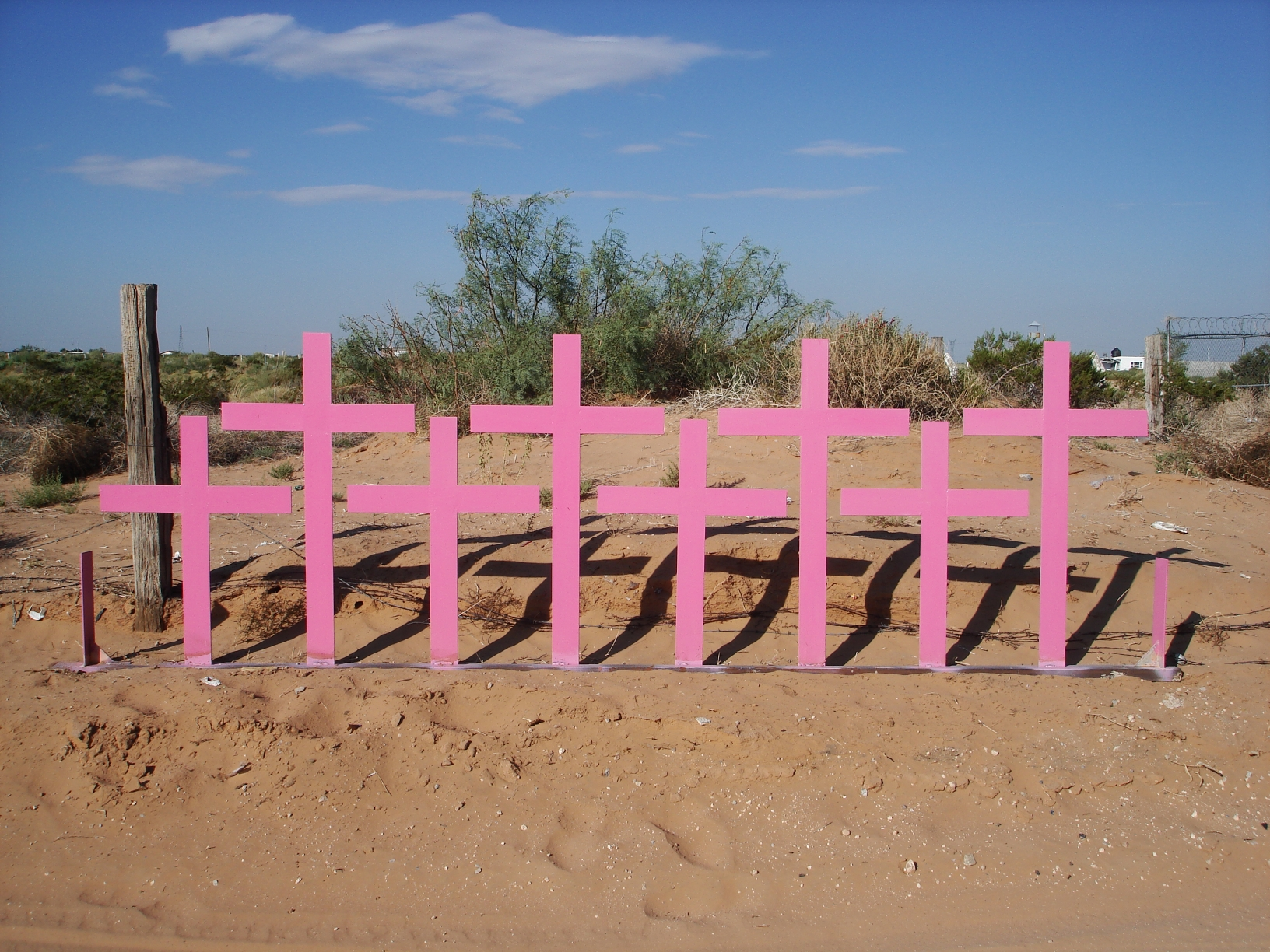
Creus a Lomas del Poleo (ciudad Juárez, Mèxic), al lloc on van ser trobats vuit cossos de dones víctimes de feminicidi al 1996

Un feminicidi és l'assassinat d'una dona per raons sexistes, que pot constituir un homicidi o un suïcidi induït. És un delicte i una de les formes més greus de violència masclista.
Representa una escala de la violència de gènere o maltractament de dones. Les dones entre els 15 i els 44 anys tenen una major probabilitat de ser mutilades o assassinades d'una forma o altra per homes que de morir de càncer, malària, accidents de trànsit o guerra combinats.

## Etimologia
És un neologisme creat amb la paraula femení i la terminació -cidi ('mort, assassinat'). Està relacionat amb el terme genericidi encunyat per Mary Anne Warren el 1985 en el seu llibre Gendercide: The Implications of Sex Selection ('Genericidi: les implicacions de la selecció per sexes').
El terme fou encunyat per l’autora i activista feminista Diana E.H. Russell el 1976, introduït i desenvolupat en l’àmbit hispano-americà per l’antropòloga feminista mexicana Marcela Lagarde, qui el va emprar per designar la violència, perpetrada amb una truculència extrema, exercida contra les dones de Ciudad Juárez, principalment immigrants que treballen a la frontera nord de Mèxic. Lagarde va promoure la creació d’una Comissió Especial de feminicidi al Congrés per investigar l’assassinat de dones a Ciudad Juárez i va dirigir la Recerca Diagnòstica sobre Violència Femi-
nicida a la República Mexicana. L’estudi va permetre concloure que el feminicidi no és exclusiu de Ciudad Juárez, i com s'ha demostrat,
tampoc de Mèxic. Rita Laura Segato ha argumentat que els feminicidis de Ciudad Juárez són crims d’una nova modalitat de guerra. Així mateix, sosté a La escritura en el cuerpo de las mujeres asesinadas en Ciudad Juárez. Territorio, soberanía y crímenes de Segundo Estado (2006) que els autors dels feminicidis conceben el cos de les dones com «el suport privilegiat per escriure i emetre un missatge violent i alliçonador que compta amb la intensificació de la violència mediàtica contra elles com a “braç ideològic de l’estratègia de la crueltat”» (Gago 2015). Actualment, el terme s'empra en d'altres contextos geogràfics per designar assassinats de dones per raó del seu gènere, tant si es produeixen en l’espai públic com en l’àmbit domèstic o familiar de la dona.

## Causes
És el resultat de:
- Assassinats d'honor.
- Violència masclista domèstica.

## Quantitat d'assassinats
D'acord amb el Centre de Ginebra per al Control Democràtic de les Forces Armades, DCAF, entre 113 i 200 milions de dones "desapareixen" demogràficament. Això implica que cada any entre 1,5 i 3 milions de dones i nenes són víctimes de la violència de gènere. La falta de cures mèdiques implica la mort de 600.000 dones a l'any durant el part.

## Genocidis i agressions contra les dones
El femicidi s'utilitza per a descriure els assassinats a Ciutat Juárez (Chihuahua, Mèxic) i ciutat de Guatemala (Guatemala), pel fet que es pot considerar aquestes morts com una forma de genocidi de dones. En ambdós casos, la justícia local no està investigant els crims. La majoria de les dones pateixen també agressió sexual i moltes vegades violació. Algunes són mutilades, torturades o fins i tot esquarterades. En la ciutat de Guatemala, un 20% de les més de 500 dones assassinades en el 2004 i 2005 van ser assassinades a parells, a causa d'una "relació íntima", d'acord amb Claudia Acevedo de Lesbiradas.
També hi ha sospites que hi ha femicidi entre les dones indígenes canadenques. Cinc-centes dones aborígens han estat declarades desaparegudes o han estat assassinades des de 1980, un nombre desproporcionat si es té en compte la reduïda població indígena canadenca. Estudis sociològics expliquen que aquestes dones són vistes com a blanc fàcil per a la violència perquè la seva ètnia les situa en el més baix de la jerarquia social i econòmica. Moltes de les dones desaparegudes han estat considerades com a prostitutes i la seva desaparició no ha estat investigada. Un dels factors que ha dut l'atenció internacional a les dones del Canadà va ser l'assassinat de Helen Betty Osborne el 1971.

## Feminicidi en Espanya
Marcat per la Guerra Civil Espanyola (1936-1939), durant la qual es van produir violacions i assassinats de dones (com ara Maravillas Lamberto, als 14 anys) i afusellaments de dones (Roges des Molinar, Les 17 Roses de Guillena, Les Tretze Roses), Espanya aborda el tema durant la transició democràtica, després de la mort del dictador Francisco Franco el 1975.
L'any 1997, el testimoni d'Ana Orantes Ruiz (1937-1997) va ser presentat al programa De tarde en tarde d'Irma Soriano, emès a Canal Sur, on parlava de la seva condició de víctima de la violència domèstica. Va ser assassinada pel seu marit tretze dies després de la seva aparició a la televisió, que va tenir grans repercussions a la societat espanyola, entre les quals l'evolució del codi penal.
Les estadístiques sobre feminicidis a Espanya les recull l'associació feminista sense ànim de lucre La Sur, que gestiona el web Feminicidio.net.  La iniciativa té suport a nivell estatal. Des del 14 d'abril de 2008 està en funcionament el Ministeri d'Igualtat d'Espanya. Una de les seves tasques és l'elaboració i implementació de normes, accions i mesures per prevenir i erradicar totes les formes de violència contra les dones. Hi ha uns 100 feminicidis a l'any a Espanya, 94 l'any 2024.